# Ikarus 60T
Ikarus 60T – typ węgierskiego trolejbusu wytwarzanego w latach 1952–1956 w zakładach Ikarus w mieście Székesfehérvár. Ogółem wyprodukowano 157 egzemplarzy, które dostarczono do Budapesztu.

## Konstrukcja
Ikarus 60T to jednoczłonowy, dwuosiowy trolejbus wysokopodłogowy. Po prawej stronie nadwozia umieszczono dwoje czteroczęściowych drzwi harmonijkowych z pneumatycznym napędem maszyn drzwiowych. Pierwsze wyprodukowane egzemplarze wyposażono w silniki oraz wyposażenie elektryczne wyprodukowane w ZSRR, w kolejnych zwiększano stopniowo udział części produkcji węgierskiej. Siedzenia w przedziale pasażerskim rozmieszczone zostały w układzie 2+1. Oświetlenie wnętrza stanowiły połączone szeregowo żarówki zasilane stałym napięciem równym 550 V.

## Modernizacje
Na początku lat 60. XX w. jeden z trolejbusów 60T wydłużono o dodatkowy dwuosiowy człon, pochodzący z autobusu Ikarus 60. W ten sposób powstał dwuczłonowy, czteroosiowy trolejbus przegubowy. Kolejne egzemplarze przebudowano poprzez połączenie przegubem nadwozia trolejbusu 60T z częścią nadwozia autobusu TR 5, tworząc trzydrzwiowy trolejbus przegubowy o pierwszym członie opartym na dwóch osiach i drugim zamontowanym na jednej osi.   Podobnie przebudowano jeszcze 52 egzemplarze.

## Dostawy
| Państwo        | Miasto         | Lata dostaw    | Liczba | Numery taborowe |       |
| -------------- | -------------- | -------------- | ------ | --------------- | ----- |
| Węgry          | Budapeszt      | 1952–1956      | 157    | T200–T356       | [ 1 ] |
| Łączna liczba: | Łączna liczba: | Łączna liczba: | 157    |                 |       |